# Pteraster hymenasteroides
Pteraster hymenasteroides är en sjöstjärneart som beskrevs av Alexander Michailovitsch Djakonov 1958. Pteraster hymenasteroides ingår i släktet Pteraster och familjen knubbsjöstjärnor. Inga underarter finns listade i Catalogue of Life.